# Sông Quây Sơn

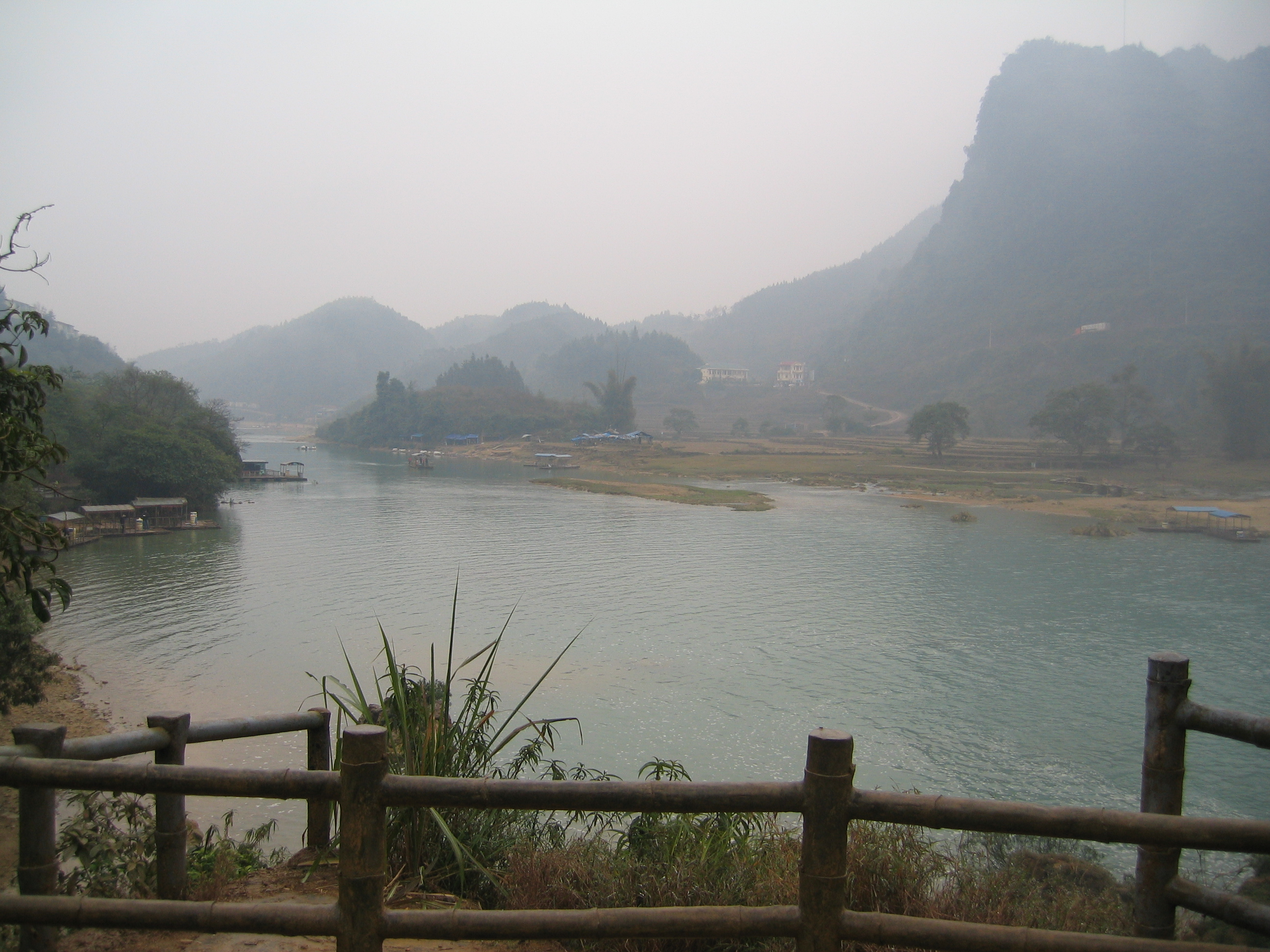
Đoạn sông Quây Sơn phía dưới thác Bản Giốc

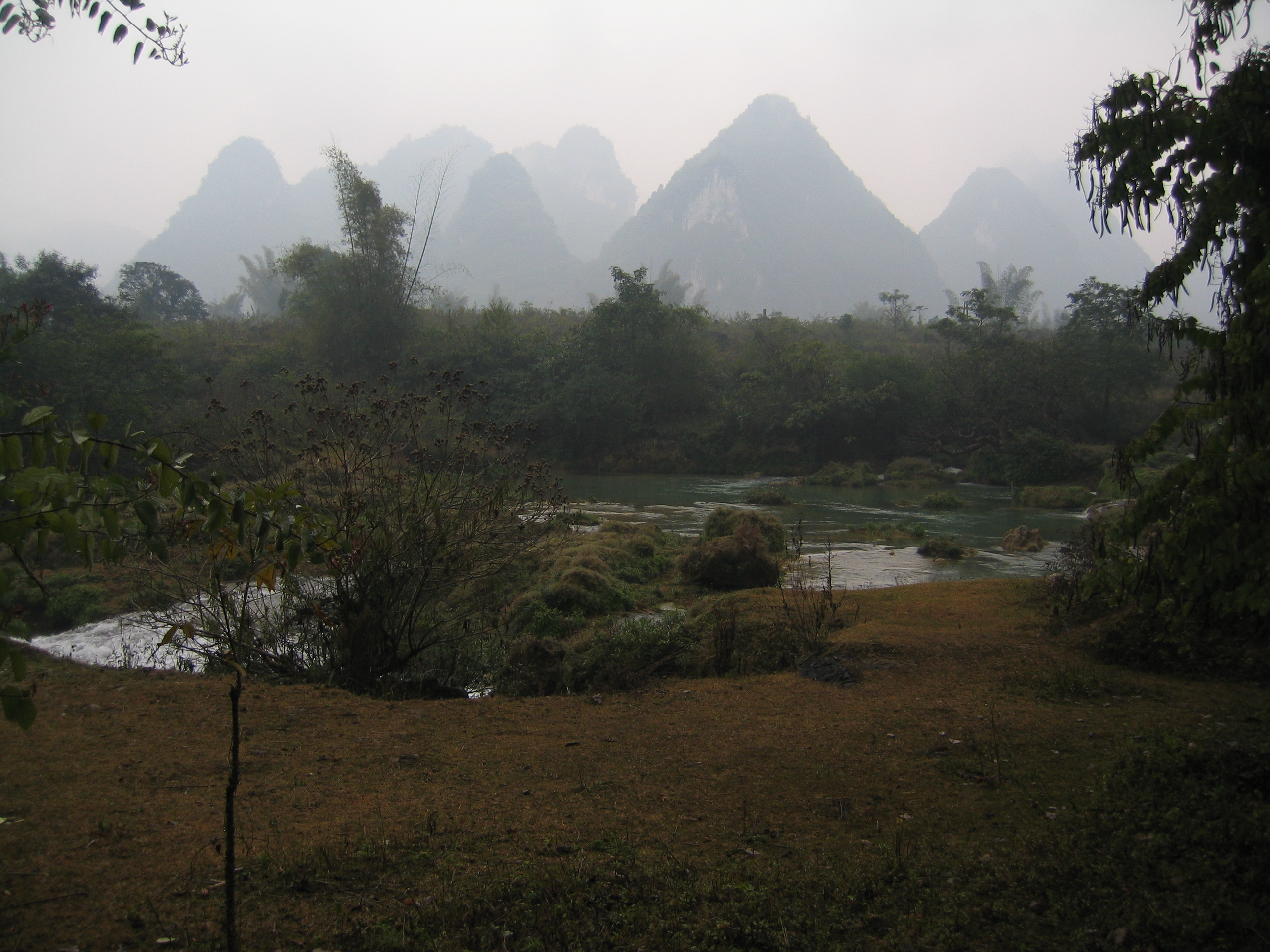
Các núi đá tai mèo bên dòng Quây Sơn

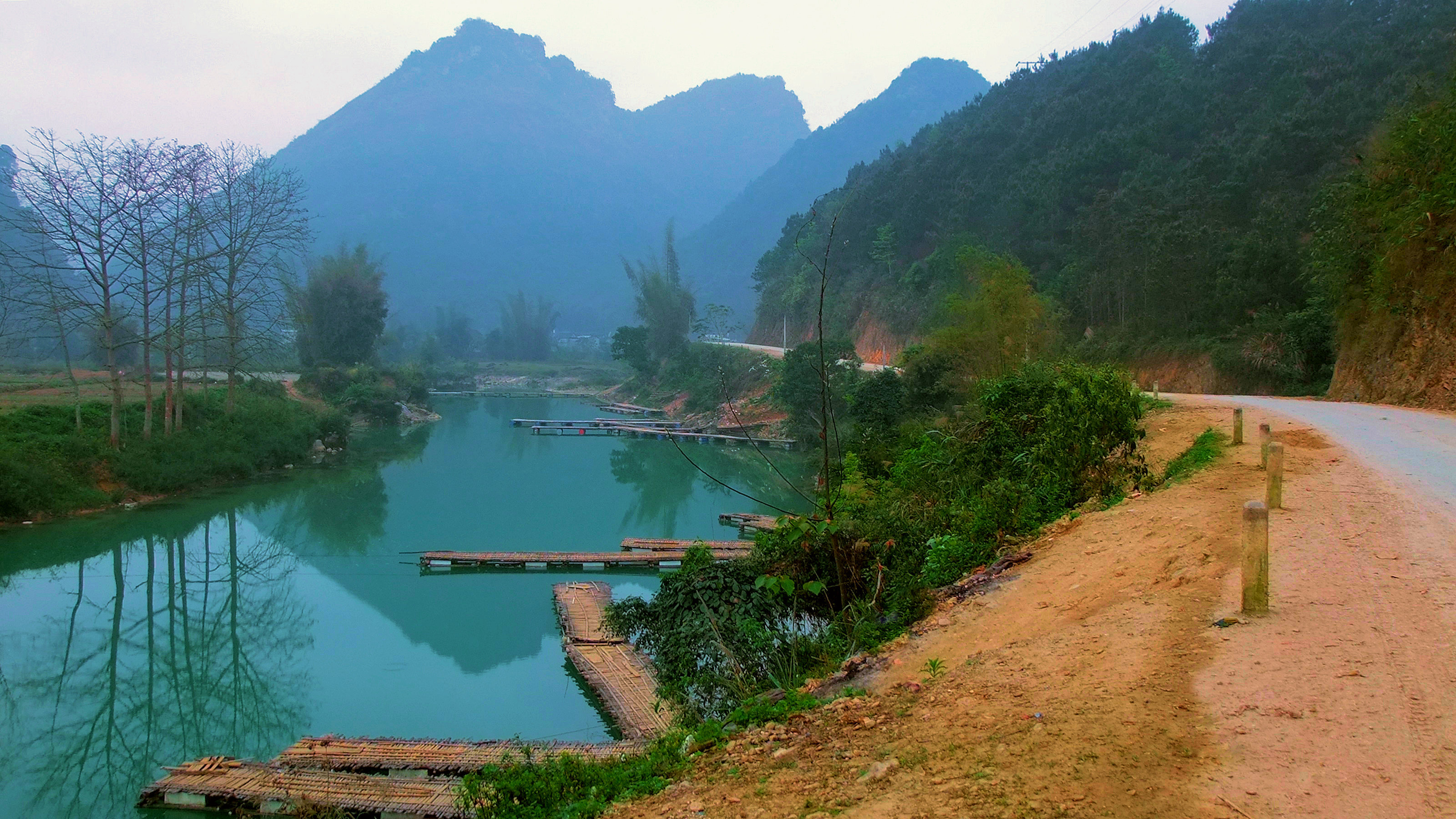
Sông Quây Sơn

Sông Quây Sơn hay Sông Quế Sơn theo cách gọi tại Việt Nam hay sông Quy Xuân (tiếng Trung: 归春河; bính âm: Guīchūn Hé, âm Hán Việt: Quy Xuân hà) theo cách gọi tại Trung Quốc là một sông quốc tế. Sông chảy qua địa bàn khu tự trị dân tộc Choang Quảng Tây của Trung Quốc và tỉnh Cao Bằng của Việt Nam.
Tại Trung Quốc năm 2012 một trang web du lịch đã ví như dòng sông là một đứa con không nỡ rời xa mẹ Trung Quốc của mình và ca ngợi là một "sông yêu nước" ?!

## Dòng chảy
Sông Quây Sơn có chiều dài 89 km với diện tích lưu vực là 1.160 km², độ cao trung bình của sông là 556 m. Đoạn sông Quây Sơn chảy trên lãnh thổ Việt Nam dài 49 km với diện tích lưu vực 475 km² (theo Bộ Tài nguyên và Môi trường Việt Nam) hoặc dài 38 km với diện tích lưu vực là 370 km2 (theo Bách khoa toàn thư Việt Nam), Tại Việt Nam, sông có một chi lưu là suối Cạn có chiều dài 20 km.
Sông Quây Sơn bắt nguồn từ các khe suối tại huyện Tĩnh Tây, thành phố Bách Sắc của Quảng Tây. Sau đó, sông chảy về phía nam, bắt đầu chảy hoàn toàn trong lãnh thổ Việt Nam tại xã Ngọc Côn của huyện Trùng Khánh thuộc tỉnh Cao Bằng. Tại huyện Trùng Khánh, sông tiếp tục chảy theo hướng đông nam cho đến cực nam của xã Đình Phong rồi sau đó chuyển hướng đông-đông bắc đến xã Đàm Thủy; tại xã Đàm Thủy, sông chuyển hướng đông nam. Đến khu vực thác Bản Giốc (xã Đàm Thủy (Việt Nam)/thôn Đức Thiên, trấn Thạc Long, huyện Đại Tân của thành phố Sùng Tả), đường biên giới Việt Nam-Trung Quốc đi từ mốc 53 (cũ) lên cồn Pò Thoong giữa sông rồi đến điểm giữa của mặt thác chính của thác Bản Giốc. Sau đó sông Quây Sơn trở thành đường biên giới tự nhiên giữa Việt Nam (huyện Hạ Lang) và Trung Quốc (huyện Đại Tân). Đến xã Minh Long, Hạ Lang thì sông Quây Sơn chuyển sang hướng tây và đến xã Lý Quốc, Hạ Lang/trấn Thạc Long, sông chảy hoàn toàn trong lãnh thổ Trung Quốc. Sông Quây Sơn sau khi chảy vào lãnh thổ Trung Quốc, vẫn có hướng chính là hướng tây rồi nhập vào sông Hắc Thủy (黑水河) vẫn ngay trên địa phận trấn Thạc Long. Sông Hắc Thủy sau đó lại nhập vào Tả Giang rồi đổ ra Biển Đông tại vùng châu thổ Châu Giang.

## Du lịch

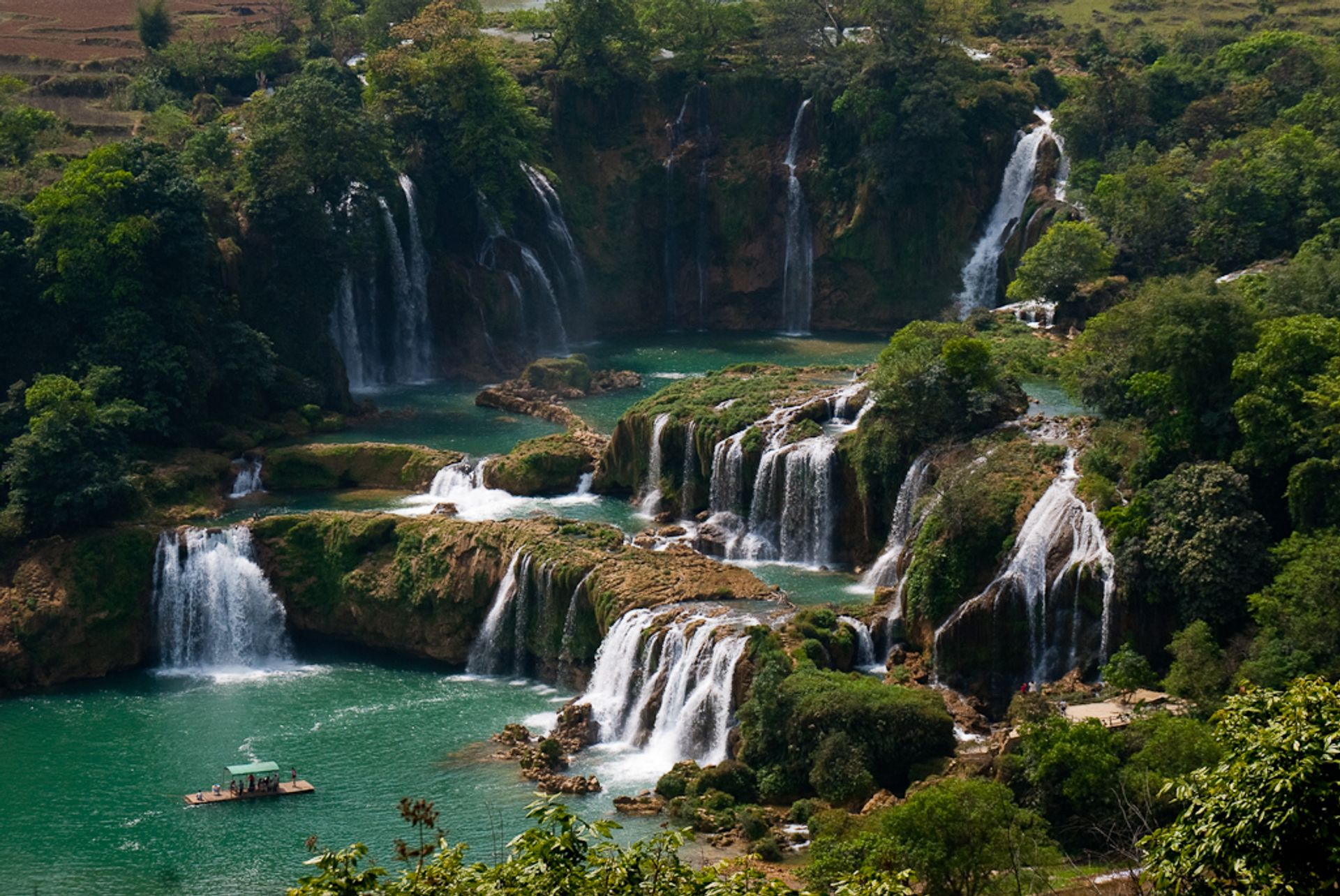
Thác Bản Giốc nhìn từ Trung Quốc

Sông Quây Sơn chảy qua các khu vực núi đá vôi có phong cảnh đẹp, ngoài ra sông còn tưới nước cho các ruộng lúa bậc thang ở hai bên. Tuy nhiên, sông Quây Sơn được biết đến nhiều vì trên dòng chảy của sông có một thác nước đẹp, được gọi là thác Bản Giốc tại Việt Nam và cặp thác Đức Thiên-Bản Ước tại Trung Quốc. Thác nước này được bình chọn và đánh giá là một trong các thác đẹp nhất Trung Quốc. và cũng có đánh giá cho rằng đây là thác nước đẹp nhất của Việt Nam.

## Thủy văn
Phía Việt Nam đã cho xây dựng đập thủy điện Bản Rạ trên sông Quây Sơn, nằm cách thác Bản Giốc khoảng 3 km về phía thượng lưu. Nhà máy thủy điện này có tổng số vốn 380 tỷ đồng, diện tích đất sử dụng 164.391 m2 nằm toàn bộ trên địa bàn xã Đàm Thủy.
Trong mùa nước cạn, người dân xóm xóm Giảng Gà, xã Đình Phong (Trùng Khánh) phải ra sông Quây Sơn cách xóm 3 km để lấy từng can nước.

## Giao thông
Tại tỉnh Cao Bằng, hai tuyến tỉnh lộ 211 và 206 có nhiều đoạn chạy song song với sông Quây Sơn. Tại Quảng Tây, tuyến đường công lộ biên giới S325 cũng nằm gần sông Quây Sơn.